# 山田昇 (実業家)
山田 昇（やまだ のぼる、1943年（昭和18年）2月11日 - ）は、日本の経営者、実業家。
ヤマダホールディングス（ヤマダデンキ）創業者。同社代表取締役会長兼取締役会議長、東日本実業団陸上競技連盟会長、日本実業団陸上競技連合副会長。
宮崎県宮崎郡佐土原町（現：宮崎市）出身。

## 人物
2013年6月27日付で、上場以来初めて2期連続減収減益となったことを受け、取締役全員の役職を引き下げたことから社長に復帰した。
2016年4月1日、会長兼取締役会議長に退き、後任には桑野光正取締役兼執行役員常務が就任した。
甥の一宮忠男は元ヤマダ電機代表取締役副会長で、長らくヤマダ電機のNo.2であった。長男の山田傑は2016年までヤマダ電機の取締役を務め、当時は昇の後継者と目されていたが、2016年に記者会見において昇が「後継者として、その任にない」と明言して傑を取締役から退任させるなど、経営のためなら身内でも切る厳しさで知られる。

## 略歴
- 1966年 - 日本ビクター（現：JVCケンウッド）入社。
- 1973年 - 群馬県前橋市で個人家電店（ヤマダ電化センター）を創業[9]。
- 1983年 - 株式会社ヤマダ電機を設立。
- 2000年 - 東京証券取引所市場第一部上場。
- 2008年 - 代表取締役会長兼代表執行役員CEO[10]。
- 2013年 - 代表取締役社長兼代表執行役員CEO。
- 2016年 - 代表取締役会長兼取締役会議長。

## 家族
- 長男 - 山田傑（ヤマダ電機元取締役）[11][12]
- 長女 - 山田直美（ヤマダ電機元社長室長、故人）[13][14]

## テレビ出演
- 日経スペシャル カンブリア宮殿 （テレビ東京）- ヤマダ電機 会長として出演。
  - 「家電量販No1！ヤマダ電機強さの秘密」（2008年9月29日、テレビ東京）[15]。
  - 「ヤマダ電機に見る、ニッポン流通の未来図」（2008年10月6日、テレビ東京）[16]。